# Odprto prvenstvo ZDA 2010
Odprto prvenstvo ZDA 2010 je teniški turnir za Grand Slam, ki je med 30. avgustom in 13. septembrom 2010 potekal v New Yorku.

## Moški posamično
Rafael Nadal :  Novak Đoković, 6–4, 5–7, 6–4, 6–2

## Ženske posamično
Kim Clijsters :  Vera Zvonarjova, 6–2, 6–1

## Moške dvojice
Bob Bryan /  Mike Bryan :  Rohan Bopanna /  Aisam-ul-Haq Qureshi, 7–6(5), 7–6(4)

## Ženske dvojice
Vania King /  Jaroslava Švedova :  Liezel Huber /  Nadja Petrova, 2–6, 6–4, 7–6(4)

## Mešane dvojice
Liezel Huber /  Bob Bryan :  Květa Peschke /  Aisam-ul-Haq Qureshi, 6–4, 6–4